# Hemicyprideis
Hemicyprideis is een geslacht van kreeftachtigen uit de klasse van de Ostracoda (mosselkreeftjes).

## Soorten
- Hemicyprideis aegyptica Szczechura, 1989 †
- Hemicyprideis agoiadiomensis Bold, 1981 †
- Hemicyprideis anterocostata Monostori, 1982 †
- Hemicyprideis autonoma (Luebimova & Guha, 1960) Khosla, 1979 †
- Hemicyprideis blanpiedi (Stephenson in Howe & Law, 1936) Bold, 1976 †
- Hemicyprideis blanpiedi (Stephenson, 1936) Poag, 1974 †
- Hemicyprideis cagigalensis (Bold, 1972) Bold, 1976 †
- Hemicyprideis cubensis (Bold, 1946) Bold, 1976 †
- Hemicyprideis curta (Bold, 1950) Bold, 1976 †
- Hemicyprideis dacica (Hejjas, 1894) †
- Hemicyprideis guatemalensis (Bold, 1946) Bold, 1976 †
- Hemicyprideis hazzardi (Stephenson, 1937) Poag, 1974 †
- Hemicyprideis howei (Stephenson, 1937) †
- Hemicyprideis kachharai Khosla, 1979 †
- Hemicyprideis karlana (Stephenson, 1938) Bold, 1976 †
- Hemicyprideis larosaensis (Bold, 1950) Bold, 1976 †
- Hemicyprideis nichuptensis Krutak, 1994
- Hemicyprideis noodringi (Bold, 1973) Bold, 1976 †
- Hemicyprideis oertlii (Deltel, 1963) Mckenzie et al., 1979 †
- Hemicyprideis panti Khosla, 1979 †
- Hemicyprideis retifera (Bold, 1965) Bold, 1976 †
- Hemicyprideis rugosa (Ducasse, 1967) Mckenzie et al., 1979 †
- Hemicyprideis stephensoni (Bold, 1946) Bold, 1976 †
- Hemicyprideis trepta (Bold, 1965) Bold, 1976 †
- Hemicyprideis ventrisulcata Poag, 1972 †
- Hemicyprideis villandrautensis (Moyes, 1965) Charrier & Carbonnel, 1980 †